# 天龍吊橋
天龍吊橋は台湾台東県海端郷霧鹿村内にある吊橋。もともとは日本統治時代の「関山越横断道路」の橋として作られ，俗に「ブルブル鐵線橋」と呼ばれた。
台20線（南部横貫公路）南横八景の一つとされ、天龍橋風景区が設置されている。歩行者専用の橋でオートバイなどの侵入は厳禁とされている。橋の管理と維持は台東県政府と台東県政府海端郷公所が共同で行っている。
天龍吊橋の北側には、吊橋が完成したときに建てられた、後村助吉ら41名の日本人労働者の紀念碑が残されている。

## 沿革
- 昭和2年（1927年）、台湾総督府は関山越横断道路のうち、新武から霧鹿にいたる道路を完成させた。さらに昭和4年（1929年）、霧鹿から利稲いたる道路を作る際、霧鹿に吊橋がつくられた。これを俗に「ブルブル鐵線橋」と呼んだ。[1]

- 第二次世界大戦終了後、天龍吊橋は日本人の帰国[3]により誰も通行しなくなり、維持もされなくなった。民国60年代（1970年代）、台20線（南横公路）が作られた後，霧鹿峽谷の南側道路沿いに退役軍人が済む小集落が形成された。このとき、既に廃棄されていた天龍吊橋が注目された。[1]

- 民國69年（1980年），台湾省政府は天龍地区の観光と農産物運搬の促進のため、天龍吊橋を立て直すことを決めた。[1]

- 民國82年（1993年），天龍吊橋主、支索部分斷裂，安全之虞，北側の台湾総督府が切り開いた横断道路が既に後輩していることから、台東県海端郷公所は同年3月に改修を開始した。ケーブルや床板を交換し、橋げたの強化をおこなった。あわせて橋の来た側に歩道を作った。同年五月完成。[1]

## 諸元
日本統治時代に建てられた天龍吊橋は全長101.8メートル、幅1.21メートル、全高7.3メートル。
1993年に立て直された天龍吊橋は全長110メートル、幅1メートル、全高8.2メートル、橋から川面までの高さ80メートル、海抜721メートル。

## 逸話
日本統治時代の逸話として次のようなものがある。
一名の警察官が着任し、新婚の妻を連れて天龍吊橋をわたるとき、妻がゆれる橋とがけ下の急な流れを見て泣き出してしまい、渡れなくなってしまった。このためこの警官はやむなく妻と離婚し、妻は日本へ帰ってしまった。この後、天龍吊橋は「離婚橋」とも呼ばれるようになった。

## 周邊景點
- 霧鹿峽谷
- 南橫公路
- 霧鹿砲台
- 天龍飯店
- 向陽国家森林遊楽区（中国語版）
- 霧鹿温泉

## 参考資料
1. 1 2 3 4 5 6 7 8 9  “文化部 文化資產局 天龍吊橋”. 2017年1月27日閲覧。
2. 1 2 3  “台東縣政府 台東觀光網 天龍吊橋”. 2015年1月8日閲覧。
3. ↑  凡將符合臺灣省行政長官公署頒布之規定，除技術人員、教師、醫師等必要留用之人，其餘日僑、繳械之日軍與遭撤職之臺灣總督府官員約有46萬，必須分批次由基隆港、臺中港、高雄港、花蓮港搭船撤離臺灣。1947年發生228事件後，國民政府考量到臺灣局勢不穩，深憂親日之臺灣人可能會利用日本關係造次反抗，為避免節外生枝，將原本留用約有3至4萬的日本人引揚歸國，直到1949年才全數撤完。